# Iraakse babbelaar
De Iraakse babbelaar (Argya altirostris synoniem:Turdoides altirostris) is een zangvogel uit de familie Leiothrichidae. 

## Verspreiding en leefgebied
Deze soort komt voor in Syrie en Irak.

## Status
De grootte van de populatie is niet gekwantificeerd maar de soort wordt omschreven als plaatselijk algemeen. Op de Rode lijst van de IUCN heeft deze soort de status niet bedreigd.